# Aeroportul Yichun Mingyueshan
Aeroportul Yichun Mingyueshan (IATA: YIC, ICAO: ZSYC) este un aeroport din Yuanzhou District⁠(d), Yichun⁠(d), Jiangxi, Republica Populară Chineză ce deservește zona Yichun⁠(d). Aeroportul a fost tranzitat în 2022 de 307.242 de pasageri. A fost deschis în 26 iunie 2013 și numit după zona deservită.
Situat la o altitudine de 131 m, aeroportul dispune de o singură pistă.